# Teologia morale fondamentale
La teologia morale fondamentale è una delle due principali branche della teologia morale, disciplina nata e sviluppatasi corposamente nell'ambito della riflessione cattolica. Senza entrare nel dettaglio della teologia morale speciale, la teologia morale fondamentale si occupa di stabilire principi e criteri di orientamento che sono necessari per giudicare in astratto e in concreto ciò che è bene o male.

## Ambito
La teologia morale fondamentale si colloca nell'ambito della teologia morale con la funzione di dare un fondamento epistemologico a tutta la disciplina. L'aggettivo fondamentale, qualifica dunque la teologia morale nel suo sforzo di darsi dei nuovi paradigmi, soprattutto dopo il rinnovamento metodologico a seguito del Concilio Vaticano II. È soprattutto dal Concilio in poi che la stragrande maggioranza degli autori sanciscono un cambio di terminologia per denotare anche un cambio di metodologia. Si passa così dalla vecchia morale generale alla morale fondamentale. La confusione terminologica presente ancora in molti scritti non deve ingannare circa l'immediata intercambiabilità dei due termini, i quali a rigore sottendono due approcci diversi, frutto a loro volta di una evoluzione storica della disciplina.
La teologia morale come scienza autonoma e organica nasce con la seconda parte della Summa Theologiae, che ricalca l'Etica nicomachea di Aristotele.
Sul finire del medioevo infatti, la teologia morale, prima tra le branche della teologia, si configura come disciplina autonoma, in forza dell'adozione di un paradigma "ontologico-razionale", cioè dell'acquisizione del metodo razionale, elaborato all'interno delle Universitas Studiorum. Nasce così un abbozzo di quella che diventerà fino al pre-Concilio la morale generale: essa si concentra particolarmente sull'analisi e l'organizzazione delle «categorie fondamentali della vita morale cristiana: il fine ultimo o le beatitudini, l'agire umano o la responsabilità morale, la legge (eterna, naturale, positiva, evangelica) in quanto espressione normativa della moralità oggettiva, la coscienza o l'agire prudenziale, il peccato in quanto rottura della vita morale, la virtù e l'insieme dell'agire cristiano (grazia, doni dello Spirito)». Nel suo impianto tradizionale perciò, il trattato di morale generale comprendeva:
- il fine ultimo dell'uomo;
- le azioni umane in quanto volontarie e soggetto di moralità;
- le componenti psicofisiche dell'agire umano (le passioni);
- gli habitus morali (le virtù e i vizi);
- le norme dell'agire umano:
  - la legge morale (la cosiddetta norma remota);
  - e la coscienza (la norma prossima);
- infine gli aiuti offerti dalla grazia, dalle virtù infuse e dai doni dello Spirito Santo.

Nel corso dei secoli però, soprattutto nel periodo che va dal Concilio di Trento al Vaticano II, la disciplina chiamata Theologia moralis, subisce una grave confusione epistemologica, frutto di un'ampia oscillazione metodologica; i limiti più evidenti consistevano:
-nell'adozione di fatto di un'epistemologia giuridica (soprattutto canonistica), cosicché la riflessione sulla norma morale perse sempre più la sua connotazione teologica;
-nello scivolamento in interessi di ordine puramente pratico (morale casuistica), volti alla soluzione dei "casi di coscienza" o alla pratica penitenziale del sacramento della riconciliazione, perdendo però lo statuto scientifico della disciplina e l'ampio respiro di riflessione teorica sull'agire pratico.
Possiamo dire che era lo stesso impianto teorico della morale generale che si prestava ad una scarsa attenzione per il fondamento della teologia morale, rimanendo esposto ad un riduzionismo della disciplina favorito dal contesto storico e culturale dei vari periodi dell'epoca moderna.
Con l'avvento del Concilio Vaticano II si sancisce il bisogno di ridare alla teologia morale uno statuto epistemologico che le sia confacente: il riferimento chiave è al decreto conciliare Optatam Totius in cui al n. 16 vengono chiarite le esigenze da soddisfare nel rinnovamento della teologia morale: 
- esposizione scientifica della disciplina (la teologia morale come sapere critico);
- una elaborazione contenutistica «nutrita della dottrina della Sacra Scrittura» (la morale come teologia vera e propria in riferimento alla specificità cristiana: stretto contatto con la Rivelazione);
- la necessità di «illustrare la grandezza della vocazione dei fedeli in Cristo e il loro obbligo di apportare frutto nella carità per la vita del mondo» (mostrare un orientamento positivo per l'azione morale, connessa alla vita della Chiesa, ma in vista di un'apertura al mondo oltre i confini ecclesiali).

Attorno a questi punti qualificanti si passa ad elaborare una nuova teologia morale fondamentale, cioè la ricerca per la teologia morale del suo fondamento, ovvero quella realtà che sta come «forza-base originaria e reggente».
Tale decreto apre anche ai laici la possibilità di studiare la teologia morale, ambito che prima del Concilio Vaticano II era riservato ai soli religiosi all'interno dei seminari e dei monasteri. 
La teologia morale fondamentale ha il compito, all'interno della teologia morale, di dare una fondazione (costruzione di un edificio coerente) alla disciplina, indicando un fondamento (la realtà ultima di riferimento) per l'atto umano (azione responsabile dotata di senso). Il fondamento viene trovato non più nella "legge morale naturale" (che pure si fondava sulla Sacra Scrittura), così come era prima del Concilio, bensì nella Rivelazione cristiana, sviluppatasi come Storia della Salvezza e narrata in modo canonico (cioè autorevole e vincolante per il credente) dalla Scrittura. Ne discende una fondazione prettamente cristologica e trinitaria della teologia morale e una dimensione strettamente ecclesiale dell'agire morale cristiano. Perciò, per capire come motivare e interpretare in chiave cristiana l'atto umano volontario e significativo, non si può prescindere dal riferimento a Cristo quale rivelatore di Dio Trinità e rivelatore dell'uomo a se stesso (cf. Gaudium et spes 22): l'antropologia teologica (l'uomo voluto a immagine di Cristo) diviene quindi il riferimento normativo per l'azione umana, la quale è tanto più eticamente corretta quanto più realizza tale somiglianza. Inoltre la caratterizzazione morale di ogni atto non può prescindere dal suo collegamento alla vita della Chiesa quale "prototipo della famiglia umana secondo il disegno di Dio" in vista quindi di un dialogo fecondo col mondo intero (cf. Gaudium et spes 40): la Chiesa (custode della Parola di Dio e dispensatrice della presenza di Cristo Risorto in forma sacramentale) è quello "snodo necessario" perché l'azione morale possa trovare direzione, motivazione, sostegno a favore non solo dei battezzati bensì della manifestazione di Dio a tutto il mondo e dello sviluppo di una convivenza umana fondata sulla fraternità e la carità reciproca.
La teologia morale fondamentale, una volta chiarificato il fondamento epistemologico (che tipo di statuto scientifico darsi, quale relazione con le altre branche della teologia, che principi cardine utilizzare nella sua riflessione, quali sono i riferimenti basilari per l'agire morale, come determinare il passaggio tra i riferimenti fondamentali e l'azione) e metodologico (come esporre la verità morale) della riflessione sull'azione morale cristiana, potrà lasciare il campo alla morale generale (analisi delle strutture dell'azione umana: la coscienza, la responsabilità del soggetto, il discernimento morale, il peccato, ecc.) e alla morale speciale (specificazione normativa della condotta morale in campi precisi come ad es. la vita sociale ed economica, la vita coniugale, le scelte in campo medico e per la cura delle persone, il rapporto con l'ambiente).